# ロサンゼルス・リグレー・フィールド
リグレー・フィールド（Wrigley Field）は、アメリカのカリフォルニア州ロサンゼルスにかつて存在した野球場。マイナーリーグの球場として1925年に開場、1961年にはMLBロサンゼルス・エンゼルスが球団創設1年目の1年間のみここを本拠地として使用した。
イリノイ州シカゴにあるリグレー・フィールドと同じ名称であるが、これはウィリアム・リグレーという人物がシカゴ・カブスとロサンゼルス・エンゼルス（マイナーリーグ）の両方を所有していたためである。
野球映画のロケに何度か使用されている。この球場で「打撃王」（原題 “The Pride of the Yankees”）や「くたばれ!ヤンキース」（原題 “Damn Yankees”）が撮影された。

## 球場の歴史
マイナーリーグのロサンゼルス・エンゼルスは1903年からワシントン・パークを本拠地にしていた。しかし駐車場の建設を巡り、オーナーのウィリアム・リグレーとロサンゼルス市の交渉が決裂。そのため、リグレーは新球場建設を決定。1924年に起工、1925年9月29日に開場した。
エンゼルスが33年間、ハリウッド・スターズが計11年間、ここを本拠地として使用したのち、ウィリアムの息子フィリップ・リグレーはエンゼルスとこの球場をブルックリン・ドジャースオーナーのウォルター・オマリーに300万ドルで売却した。
この取引によってロサンゼルスとのつながりが出来たドジャースは1958年にブルックリンからロサンゼルスに移転してくるが、新球場が完成するまでの仮本拠地にはこの球場ではなくロサンゼルス・メモリアル・コロシアムを選んだ。この球場では収容人員が少ないからだった。同年から1960年までの3年間、この球場はもぬけの殻となった。
1961年、大リーグの拡張球団としてエンゼルスが創設され、同年はこの球場を本拠地にしたが、翌年にはドジャー・スタジアムに移転した。この球場は1960年代に取り壊された。
| 前本拠地： n/a - | ロサンゼルス・エンゼルスの本拠地 1961 - （1シーズン限り） | 次本拠地： ドジャー・スタジアム 1962 - 1965 |